# Inguri
Inguri (gruz. ენგური - Enguri; abch. Егры - Egry; ros. Ингури - Inguri) – rzeka na Kaukazie Zachodnim.
Zaczyna się w Gruzji kilkoma spływami z lodowców Pasma Głównego Wielkiego Kaukazu takimi jak Lechziri, Caneri czy Adiszi. W biegu górnym płynie przez Swanetię, w biegu dolnym zaś przez Nizinę Kolchidzką. W biegu dolnym stanowi granicę pomiędzy gruzińskim regionem Megrelia i Górna Swanetia a separatystyczną Abchazją. Uchodzi do Morza Czarnego.
Długość Inguri wynosi około 213 km, natomiast powierzchnia zlewni to 4060 km², z czego około 8% zajmują lodowce. Średni przepływ zmierzony około 16 km od ujścia rzeki do Morza Czarnego na przestrzeni lat wynosi 4,3 km³/rok. Minimalny przepływ odnotowano w 1985 – 0,4 km³/rok, natomiast maksymalny w 1941 – 7,7 km³/rok. Na przełomie roku największy przepływ występuje w czerwcu i lipcu, najmniejszy natomiast w lutym.
W 1980 na rzece ukończono budowę wysokiej na 272 m zapory łukowej Inguri.

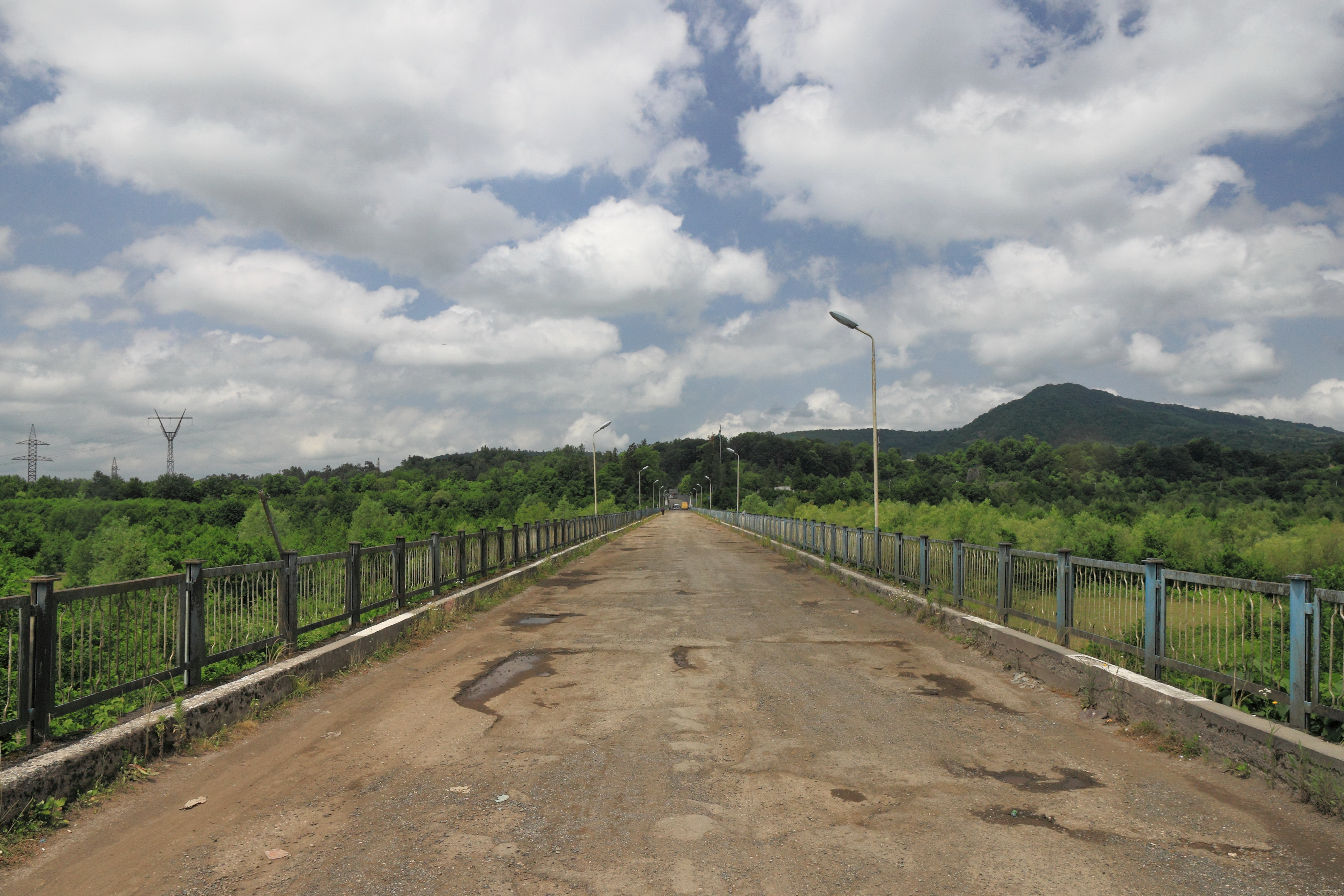
Most na rzece Inguri, Granica między Gruzją a Abchazją